# 371 a.C.
Il 371 a.C. (CCCLXXI a.C. in numeri romani) è un anno  del IV secolo a.C.

## Eventi
- A Sparta viene convocato un nuovo congresso di pace per ratificare la pace di Antalcida; Sparta e Atene si accordano, ma incontrano l'opposizione di Tebe.
- La battaglia di Leuttra pone fine all'egemonia spartana e avvia l'egemonia tebana
- Agesipoli II succede al padre Cleombroto I, morto nella battaglia di Leuttra, nella carica di re di Sparta.

## Nati
- Marco Valerio Corvo, generale e politico romano († 271 a.C.)
- Cāṇakya, scrittore indiano († 283 a.C.)
- Teofrasto, filosofo e botanico greco antico († 287 a.C.)

## Morti
- 6 luglio - Cleombroto I, sovrano spartano
- 6 luglio - Sfodria, politico e militare spartano